# Britto Júnior
Hilton Antônio Mendonça Britto Júnior, ou simplesmente Britto Júnior (Caxias do Sul, 6 de maio de 1963), é um jornalista e apresentador de televisão brasileiro.

## Carreira
Formou-se em jornalismo pela Universidade de Caxias do Sul, começou carreira em 1979, na Rádio Independência de Caxias. Em 1981 ingressou na TV Caxias, afiliada da Rede Globo, onde trabalhou durante quatro anos. Em 1984, contratado pela Globo, se transferiu para Bauru, interior de São Paulo, para a implantação da TV Globo Oeste Paulista. Nos anos de 1996 e 1997 teve uma breve passagem pelo SBT, retornando à Rede Globo em 1998. Participou do programa Domingão do Faustão, apresentando as notícias do dia, e da cobertura da Copa do Mundo da Coreia do Sul e do Japão, em 2002 e foi repórter do SPTV na Rede Globo. Em junho de 2005 foi contratado pela Rede Record para apresentar o programa matinal Hoje em Dia, ao lado de Ana Hickmann, Edu Guedes e Chris Flores.
Em 2007 apresentou um talk show na Record News chamado Entrevista Imprevista. Também em 2007 apresentou O Jogador, junto com Ana Hickmann. Em 2009, deixou a apresentação do Hoje em Dia e passou a apresentar o reality show A Fazenda. Foi blogueiro do R7. Em 10 de setembro de 2012 Britto voltou a apresentar ao lado de Ana Hickmann e consequentemente Ticiane Pinheiro, o Programa da Tarde. Em julho de 2015 deixou de apresentar o Programa da Tarde, extinto pela Record, e A Fazenda, por decisão da emissora, da qual saiu em dezembro de 2016.
Em abril de 2020, Britto lançou um canal no Youtube. O canal é denominado Britto Jr. TV

## Vida pessoal
Em 1978, sonhava em ser jogador de futebol, torcedor fanático do Internacional, teve naquele ano seu melhor momento como jogador. Vestiu a camisa do Colégio Nossa Senhora do Carmo, que disputou o campeonato das escolas dos irmãos lassalistas do Estado. 
Seu treinador era Ernani Finger, que disse que o jovem Brito "era versátil",  pois era fácil de adapta-se em qualquer posição do meio-campo. A opção pelo Jornalismo fez com que Brito Junior pendurasse as chuteiras muito cedo. Começou trabalhando na Rádio Independência de Caxias em 1979.  
Britto é casado com a publicitária Fernanda Fernandes, com quem tem um filho, Arthur.

## Filmografia

### Televisão
| Ano     | Título                | Cargo                               | Nota                      | Emissora                |
| ------- | --------------------- | ----------------------------------- | ------------------------- | ----------------------- |
| 1981–83 | Jornal do Almoço      | Repórter                            |                           | TV Caxias               |
| 1984–86 | Jornal das Sete       | Repórter                            |                           | TV Globo Oeste Paulista |
| 1986–95 | Jornal Nacional       | Repórter                            |                           | Rede Globo              |
| 1996–97 | Jornal do SBT         | Repórter                            |                           | SBT                     |
| 1998–00 | Domingão do Faustão   | Repórter                            | Quadro: "Notícias do Dia" | Rede Globo              |
| 1998–05 | SPTV - 1ª edição      | Repórter/Apresentador (aos sábados) |                           | TV Globo São Paulo      |
| 2005–09 | Hoje em Dia           | Apresentador                        |                           | RecordTV                |
| 2007    | Entrevista Imprevista | Apresentador                        |                           | Record News             |
| 2007–08 | O Jogador             | Apresentador                        |                           | RecordTV                |
| 2009–14 | A Fazenda             | Apresentador                        | Temporadas 1–2–3–4–5–6–7  | RecordTV                |
| 2012–15 | Programa da Tarde     | Apresentador                        |                           | RecordTV                |

### Internet
| Ano           | Título       | Cargo        | Plataforma |
| ------------- | ------------ | ------------ | ---------- |
| 2020-presente | Britto Jr TV | Apresentador | YouTube    |